# خط الرؤية
خط الرؤية في توجيه الصواريخ الخط المستقيم بين الصاروخ أو نظام الرؤية للسلاح والهدف. وفي نهاية العملية، تكون المسافة صفرا.